# Šuľa
Šuľa este o comună slovacă, aflată în districtul Veľký Krtíš din regiunea Banská Bystrica. Localitatea se află la altitudinea de 284 m deasupra n.m., se întinde pe o suprafață de 11,24 km2 și în 2017 număra 63 de locuitori.

## Istoric
Localitatea Šuľa este atestată documentar din 1460.

## Demografie
| An:                | 1994 | 2004   | 2014    | 2024   |
| ------------------ | ---- | ------ | ------- | ------ |
| Număr de persoane: | 87   | 89     | 76      | 73     |
| Diferență:         |      | +2,29% | −14,60% | −3,94% |

| An:                | 2023 | 2024   |
| ------------------ | ---- | ------ |
| Număr de persoane: | 74   | 73     |
| Diferență:         |      | −1,35% |